# 篦子三尖杉
篦子三尖杉（学名：Cephalotaxus oliveri）为三尖杉科三尖杉属的植物。分布于越南以及中国大陆的广东、四川、湖北、云南、湖南、贵州、江西等地，生长于海拔300米至1,800米的地区，见于阔叶林中、溪边、山坡阔叶林中、山谷石缝、林中以及针叶林中，目前尚未由人工引种栽培。

## 别名
阿里杉（中国树木分类学），梳叶圆头杉（峨眉植物图志），花枝杉（中国裸子植物志）